# Route de Labège
La route de Labège (en occitan : rota de Labèja) est une voie de Toulouse, chef-lieu de la région Occitanie, dans le Midi de la France.

## Situation et accès

### Description
La route de Labège est une voie publique. Elle traverse le quartier de Malepère.
Elle naît dans le prolongement de la route de Baziège, au niveau du chemin des Carmes, qui marque ici la limite entre les communes de Labège et de Toulouse. Elle suit un parcours relativement rectiligne, long de 1760 mètres et orienté au nord-ouest. Dans sa première partie, elle longe les voies de la ligne de chemin de fer de Bordeaux à Sète. Après 354 mètres, un pont permet de les franchir au niveau de l'allée Jean-Griffon et de l'allée Émile-Monso. La route de Labège donne ensuite naissance, après 247 mètres, au chemin de Malepère. Après 507 mètres, elle est traversée par la rue Saint-Louis-du-Sénégal, qu'elle reçoit à gauche, et la rue Nouadhibou, à droite, formant une partie de la liaison multimodale sud-est (LMSE). La route de Labège se termine au carrefour de la route de Revel. 
La route de Labège correspond à une partie de la route départementale 16, qui va du lieu-dit de la Bousigue, à Gibel, à la limite des départements de l'Aude et de l'Ariège, jusqu'à Balma, où il rejoint la route de Castres, actuelle route métropolitaine 826 (ancienne route nationale 126). En 2017, la partie de la route départementale 16 qui se trouve sur le territoire de Toulouse Métropole lui est concédée comme route métropolitaine 16.
La chaussée compte une voie de circulation automobile dans chaque sens. Il existe une piste cyclable entre le chemin des Carmes et l'allée Jean-Griffon – mais pas d'autres aménagements cyclables sur le reste du parcours.

### Voies rencontrées
La route de Labège rencontre les voies suivantes, dans l'ordre des numéros croissants (« g » indique que la rue se situe à gauche, « d » à droite) :
1. Route de Baziège - Labège (g)
2. Chemin des Carmes (d)
3. Allée Jean-Griffon (g)
4. Chemin de Malepère (d)
5. Rue Saint-Louis-du-Sénégal (g)
6. Rue Nouadhibou (d)
7. Impasse Louise-Labé (g)
8. Rue Lucien-Servanty (d)
9. Route de Revel

### Transports
La route de Labège est parcourue et desservie sur presque toute sa longueur, entre la route de Baziège et le carrefour des rues Saint-Louis-du-Sénégal et Nouadhibou, par la ligne de bus 80. Plus loin, au carrefour de la rue Nouadhibou et de la route de Revel, se trouve une gare de bus fréquentée par la ligne de Linéo L9 et les lignes de bus 7880109201. Au sud, l'allée Jean-Griffon et l'allée Émile-Monso sont desservies par la ligne de bus 79.
En 2028, l'ouverture de la ligne de métro  permettra de mettre la route de Labège à proximité d'une station de métro, la station Labège Madron, au carrefour de la rue du Commerce et de la rue des Arts à Labège.
Il n'existe en revanche pas de stations de vélos en libre-service VélôToulouse à proximité de la route de Labège.

## Odonymie
La route de Labège portait déjà ce nom au XVe siècle (camin de Labèja en occitan). Elle le tient du village de Labège, qui s'est constitué au cours du Moyen Âge sur la route de Toulouse à Baziège (actuelle route départementale 16). Il fut entre les XIVe et XVIIIe siècles la propriété du collège de Périgord.

## Patrimoine et lieux d'intérêt

### Établissements d'enseignement
- Institut national polytechnique de Toulouse.

- collège de Malepère. 
En 2020, le conseil départemental de la Haute-Garonne décide la construction d'un nouveau collège dans le sud-est toulousain, afin de répondre à la croissance démographique des quartiers de Montaudran et de Malepère[3]. Le projet en est confié à l'agence toulousaine Groupe Letellier Architectes. Il devrait posséder une structure mixte avec une ossature en béton et en bois, utilisant également la brique de terre compressée et en pisé[4].

### Maisons
- no  100 : maison.

- no  116 bis : ferme. 
La ferme, de type maraîchère, est construite dans la deuxième moitié du XIXe siècle. L'édifice, bâti en brique cuite et crue, est perpendiculaire à la route de Labège. Il se compose à l'origine d'un logis principal, à droite, large de cinq travées, et de parties agricoles, à gauche. La façade principale est exposée au sud. L'ancien logis principal est éclairé par quatre fenêtres rectangulaires, qui encadrent une porte piétonne dont la voûte en plein cintre est soulignée par de petits chapiteaux. Le cordon mouluré qui séparait le niveau de comble et les ouvertures en terre cuite qui l'aéraient ont été supprimées ou bouchées à la suite d'une rénovation en 2018. L'élévation est couronnée par une corniche moulurée[5].